# Parafia greckokatolicka Zwiastowania Najświętszej Maryi Panny w Nowogrodzie Bobrzańskim
Parafia greckokatolicka pw. Zwiastowania Najświętszej Maryi Panny w Nowogrodzie Bobrzańskim – parafia greckokatolicka w Nowogrodzie Bobrzańskim. Parafia należy do eparchii wrocławsko-koszalińskiej i znajduje się na terenie dekanatu zielonogórskiego. Proboszczem jest ksiądz mitrat Julian Hojniak.

## Historia parafii
Parafia Greckokatolicka pw. Zwiastowania Najświętszej Maryi Panny funkcjonuje od 1990 r., księgi metrykalne są prowadzone od roku 1990.

## Świątynia parafialna
Nabożeństwa odbywają się w kościele rzymskokatolickim pw. św. Bartłomieja.